# معاملة المثليين في إقليم العاصمة الأسترالية
يتمتع الاشخاص المثليون والمثليات ومزدوجو التوجه الجنسي والمتحولون جنسياً (اختصاراً: مجتمع الميم) في الإقليم الأسترالي إقليم العاصمة الأسترالية بالحقوق القانونية ذاتها التي يتمتع بها غيرهم من المغايرين جنسيا. قام إقليم العاصمة الأسترالية بإجراء عدد من الإصلاحات للقوانين المصممة لمنع التمييز ضد المثالأسترالينت الولاية القضائية الوحيدة في أستراليا التي تشرع قانون زواج المثليين، والذي ألغته فيما بعد المحكمة العليا في أستراليا. تنطبق قوانين إقليم العاصمة الأسترالية أيضًا على إقليم خليج جرفيس.
أصبح زواج المثليين قانونًا في الإقليم منذ ديسمبر 2017، بعد المصادقة على قانون تعديل الزواج (التعريف والحريات الدينية) 2017 في البرلمان الأسترالي. تم الرد في الاستفتاء البريدي على قانون الزواج الأسترالي 2017، الذي أقيم لقياس الدعم العام لزواج المثليين في أستراليا، على استجابة «نعم» بنسبة 74% في إقليم العاصمة الأسترالية، وهي أعلى استجابة «نعم» لولاية أو إقليم في البلاد.

## قانونية النشاط الجنسي المثلي
في أيار/مايو 1975، أصدر المجلس الاستشاري لإقليم العاصمة الأسترالية مرسومًا يلغي تجريم بعض جوانب النشاط الجنسي بين الرجال وجعل سن الموافقة على ممارسة الجنس المثلي 18 عامًا، بدلاً من سن 16 عامًا كتلك بالنسبة سن الموافقة على ممارسة الجنس المغاير. أدى ذلك إلى قيام الحكومة الفيدرالية بتمرير مرسوم الإصلاح القانوني (السلوك الجنسي) 1976. لم تتم تسوية سن القانونية للنشاط الجنسي حتى ديسمبر 1985، وذلك بسن قانون (تعديل) الجرائم 1985.

### برنامج إلغاء الإدانات التاريخية
منذ نوفمبر 2015، يمكن للأشخاص الذين أدينوا سابقًا بالسلوك الجنسي المثلي بالتراضي قبل إلغاء تجريمه في عام 1976 التقدم بطلب لإلغاء إداناتهم نهائيًا من سجلاتهم. ولهذا الغرض، أصدر المجلس التشريعي قانون تعديل الإدانات المنفقة (إلغاء الإدانات المثلية التاريخية) 2015 في 29 تشرين الأول عام 2015، والذي دخل حيز التنفيذ في 7 تشرين الثاني عام 2015.

## الاعتراف القانوني بالعلاقات المثلية

### قانون العلاقات المنزلية لعام 1994
كان إقليم العاصمة الأسترالية أول ولاية قضائية في أستراليا تعترف قانونيا بالعلاقات المثلية، في شكل قانون العلاقات المنزلية 1994. حدد القانون العلاقة المنولية بنفس طريقة التعامل مع زواج القانون العام؛ علاقة شخصية بين شخصين بالغين (بخلاف الزوجين) حيث يقدم أحدهما [أو كلاهما] التزامًا شخصيًا أو ماليًا ودعمًا ذا طابع منزلي لتحقيق المنفعة المادية للآخر. نص القانون أيضًا على توزيع الممتلكات والأموال في حالة الانفصال والميراث في حالة الوفاة.

### قانون الشراكات المدنية 2008
في مايو 2008، بعد عدة محاولات لتعديل المخطط، أعلن النائب العام سيمون كوربل أن الإقليم قد تخلى عن تشريعاته الخاصة بالشراكات المدنية، والقضاء على أي جوانب احتفالية، واستقر لنظام تسجيل علاقات مطابق فعليًا لتلك الموجودة في تاسمانيا وفيكتوريا. ولم تقم الحكومة الفيدرالية بالاعتراض في أي لحظة خلال المفاوضات. أقرت الجمعية التشريعية في إقليم العاصمة الأسترالية القانون في 8 أيار/مايو 2008، ما زاد منح الشركاء المثليين إمكانية الوصول إلى إصلاحات قانون التقاعد والضمان الاجتماعي. بينما تمت إزالة الاحتفالات من مشروع القانون، يمكن إجراء حفل إداري من قبل ممثل السجل العام لإقليم العاصمة الأسترالية. دخل قانون الشراكات المدنية 2008 حيز التنفيذ في 19 مايو 2008.
تم تعديل القانون في عام 2009 للسماح للشركاء المثليين بالمشاركة في حفل شراكة رسمي. جعل هذا إقليم العاصمة الأسترالية أول إقليم/ولاية في البلاد تشرع الاحتفالات الرسمية الشراكات المدنية للشركاء المثليين. ينص القانون المعدل على أن الشركاء المثليين يسجلون نيتهم في إقامة حفل ومنعت التعديلات الشركاء المغايرين من الدخول في حفل شراكة مدنية. تم إلغاء القانون لاحقًا نتيجة لتشريع الإقليم لقانون الاتحادات المدنية لعام 2012.
على الرغم من إلغاء القانون، لم يتم إنهاء الشراكات المدنية. يتم تنظيم مثل هذه الشراكات الآن بموجب قانون العلاقات الأسرية 1994 (وتحديداً الجزء 4أ من القانون)، وقد يواصل الشركاء، سواء كانوا مثليين أو مغايرين، الدخول في مثل هذه الشراكات إذا اختاروا ذلك.

### قانون الاتحادات المدنية 2012
في أغسطس/آب 2012، تم إقرار مشروع قانون الاتحاد المدني بعد مشورة قانونية أظهرت أن الحكومة الفيدرالية قد أزالت قدرتها على سن تشريع لزواج المثليين في الولايات والأقاليم بعد تعريف الزواج بأنه فقط بين رجل وامرأة في قانون تعديل الزواج لعام 2004. يمنح مشروع القانون العديد من الحقوق نفسها للشركاء المثليين مثل الأزواج المغايرين بموجب قانون الزواج 1961. لم يتم الطعن في القانون من قبل حكومة جوليا غيلارد. كان من المقرر إلغاء القانون بمجرد بدء قانون المساواة في الزواج (زواج المثليين) 2013، والذي (إن لم يتم إلغاؤه من قبل المحكمة العليا)، كان سيشرع زواج المثليين في الإقليم. بسبب حكم المحكمة العليا الذي ألغى قانون زواج المثليين في إقليم العاصمة الأسترالية، كان إلغاء قانون النقابات المدنية قانون 2012 لاغيا واستمرت الاتحادات المدنية في الحدوث في إقليم العاصمة الأسترالية حتى عام 2017. واعتبارا من عام 2017، أصبح من غير الممكن إنشاء اتحاد مدني جديد لأن المادة 7 من قانون الاتحاد المدني 2012 تقضي بعدم قدرة الشركاء على الزواج بموجب قانون الزواج 1961. عندما تم تشريع زواج المثليين، أصبح من المستحيل من الناحية القانونية تشكيل اتحاد مدني، على الرغم من أن الاتحادات الحالية لا نزال صالحًة والدخول في علاقة منزلية يبقى خيارًا.
يشترط القانون على الشركاء الدخول في حفل اتحاد مدني (يُعرف أيضًا باسم «الإعلان») بحضور أحد عاقدي الاتحاد المدني وشاهد على الأقل.

### زواج المثليين
كان إقليم العاصمة الأسترالية هو الولاية القضائية الوحيدة في الولاية أو الإقليم في أستراليا التي تقنن زواج المثليين قبل أن يصبح قانونيا في جميع أنحاء البلاد. حدث هذا في عام 2013 عندما أقرت الجمعية التشريعية قانون المساواة في الزواج (زواج المثليين) 2013، مع دخول القانون حيز التنفيذ وتمكين الأزواج المثليين من الزواج من 7 ديسمبر 2013. ومع ذلك، فإن الهيئة الكاملة المحكمة العليا في أستراليا استمعت إلى تحدي الحكومة الفيدرالية لقانون زواج إقليم العاصمة الأسترالية في 3 ديسمبر. في 12 ديسمبر، قضت المحكمة بعدم السماح للإقليم بتشريع زواج المثليين، كما ينص الدستور الفيدرالي على أن البرلمان الفيدرالي فقط يمكنه التشريع فيما يتعلق بالزواج.
أصبح زواج المثليين قانونيًا مرة أخرى في إقليم العاصمة الأسترالية في ديسمبر 2017، عندما أقر البرلمان الفيدرالي قانون تعديل الزواج (التعريف والحريات الدينية) 2017، ما شرع زواج المثليين في جميع أنحاء البلاد.

## التبني وتنظيم الأسرة
ينص قانون التبني 1993، بصيغته المعدلة في عام 2004، على أن «... لا يجوز إصدار أمر تبني إلا لصالح شخصين معا (التشديد مضاف)، كزوجين... متزوجين أم لا، (التشديد مضاف)، عاشوا معًا في شراكة منزلية لمدة لا تقل عن 3 سنوات»، مما يضمن أن الأزواج والشركاء المثليين يمكنهم تبني طفل مشترك في إقليم العاصمة الأسترالية.
بموجب الجزء 15.4 من قانون الأطفال والشباب لعام 2008، لا يوجد حظر على رعاية الأطفال من قبل شخص مثلي أو مثلية أو زوجين. في تشرين الثاني/نوفمبر 2003، كفل التشريع المعروف باسم قانون الأبوة والأمومة 2004 الذي أقره المجلس التشريعي في إقليم العاصمة الأسترالية، الاعتراف بالشريكة المثلية للأم التي تلد أطفالاً عن طريق التلقيح الاصطناعي كأم قانونية.
تعتبر تقنيات التلقيح بالمساعدة والتلقيح الصناعي قانونية للأزواج والشركاء من الرجال والإناث في إقليم العاصمة الأسترالية. في عام 2000، أصبح إقليم العاصمة الأسترالية أول ولاية أو إقليم في أستراليا يسمح للأبوين الجينيين للطفل المولود عن طريق تأجير الأرحام أن يصبحوا الوالدين الشرعيين دون المرور بعملية التبني.

## الحماية من التمييز
يشمل قانون إقليم العاصمة الأسترالية للتمييز 1991 أسباب التمييز غير القانوني فيما يتعلق بالجنس، وحالة ثنائية الجنس، ووضع فيروس نقص المناعة البشرية/الإيدز، والتوجه الجنسي والهوية الجندرية، بين مجموعة من الصفات الأخرى. تدير لجنة إقليم العاصمة الأسترالية لحقوق الإنسان هذا القانون وقانون حقوق الإنسان لعام 2004، ويتمثل جانب رئيسي من دوره في معالجة شكاوى التمييز والتحرش الجنسي وتشويه السمعة (على أساس العرق والجنس والهوية الجندرية أو حالة فيروس نقص المناعة البشرية/الإيدز) أو الإيذاء. تشمل المجالات المشمولة بالحماية من التمييز على سبيل المثال لا الحصر: العمل أو وكالات التوظيف أو الخدمات أو المرافق أو الإقامة أو الأندية أو المنظمات المهنية أو التجارية.
في 8 يونيو 2016، قدمت حكومة إقليم العاصمة الأسترالية مشروع قانون من شأنه أن يزيد عدد الأسباب التي من غير القانوني التشهير أو التمييز ضد شخص ما في إقليم العاصمة الأسترالية. من بين عدد من الإضافات، تضمن مشروع القانون «حالة ثتائية الجنس» و «الجنس المعدل» كسمات محمية. تم إقرار مشروع القانون بالإجماع في الجمعية التشريعية في إقليم العاصمة الأسترالية في 4 أغسطس 2016، ليصبح قانون تعديل التمييز 2016. دخلت معظم أجزاء القانون الجديد حيز التنفيذ في 24 أغسطس 2016، بعد يوم من الإخطار. دخلت الأجزاء المتبقية من القانون حيز التنفيذ في 3 أبريل 2017.

## حقوق المتحولين جنسيا
يسمح للأشخاص المتحولين جنسيا وثنائيي الجنس بتغيير الجنس المدرج على شهادة الميلاد، في ظل أحكام قانون تعديل المواليد والوفيات وتسجيل الزواج 2014. ألغى القانون شرط خضوع هؤلاء الأشخاص لجراحة إعادة تحديد الجنس قبل السماح لهم بتغيير جنسهم في الوثائق الرسمية. يسمح قانون إقليم العاصمة الأسترالية لشخص ما بتعريف نفسه على أنه ذكر أو أنثى أو "X"، بعد شهادة طبيب أو طبيب نفساني تشير إلى أنه قد حصل على ما ينص عليه القانون «علاج سريري مناسب». يمكن للوالدين أيضًا تغيير شهادة ميلاد طفلهم إذا كانوا يعتقدون أنه ذلك في صالح الطفل، على الرغم من أنه يجب أن يكون قد تلقى «علاج سريري مناسب».
يحمي القانون الفيدرالي أيضًا الأشخاص من مجتمع الميم في إقليم العاصمة الأسترالية في شكل قانون تعديل التمييز على أساس الجنس (التوجه الجنسي، الهوية الجندرية وحالة ثنائية الجنس) 2013.

## حقوق ثنائيي الجنس
في يونيو 2016، أشارت المنظمة الدولية لحقوق الإنسان لثنائيي الجنس أستراليا إلى بيانات متناقضة صادرة عن إقليم العاصمة الأسترالية والحكومات الأسترالية الأخرى، مما يوحي بأن كرامة وحقوق المثليين معترف بها مع استمرار الممارسات الضارة بالأطفال ثنائيي الجنس.
في مارس 2017، شارك ممثلون عن مجموعة دعم متلازمة نقص الأندروجين في أستراليا ومنظمة ثنائيي الجنس الدولية الأسترالية شارك في «بيان دارلينغتون» التوافقي الأسترالي أوتياروا/النيوزيلندي من قبل منظمات المجتمع ثنائيي الجنس وغيرها. يدعو البيان إلى الإصلاح القانوني، بما في ذلك تجريم التدخلات الطبية التي يمكن تأجيلها للأطفال ثنائيي الجنس، وتحسين الوصول إلى دعم الأقران. وتدعو إلى وضع حد للتصنيف القانوني للجنس، وذكرت أن التصنيفات القانونية الثالثة، مثل التصنيفات الثنائية للجنس، كانت قائمة على العنف الهيكلي وفشلت في احترام التنوع و«حق تقرير المصير»
منذ 1 آب/أغسطس 2017، يعد إقليم العاصمة الأسترالية واحدا من ثلاث ولايات وأقاليم تشمل حماية خاصة للأشخاص ثنائيي الجنس في قانون مكافحة التمييز. تعتبر الولايتان القضائيتان الأخرتان هما تاسمانيا وجنوب أستراليا.
إلى جانب الذكور والإناث، تتوفر شهادات الميلاد ووثائق الهوية الخاصة بإقليم العاصمة الأسترالية مع خانة الجنس «X».

## علاج التحويل
في مايو 2018، أعربت حكومة إقليم العاصمة الأسترالية عن دعمها لحظر علاج التحويل على القاصرين. لم يتم تقديم مشروع قانون إلى الجمعية التشريعية في إقليم العاصمة الأسترالية حتى الآن.
قالت وزيرة الصحة في إقليم العاصمة الأسترالية ميغان فيتزهاريس «إن حكومة إقليم العاصمة الأسترالية ستحظر علاج التحويل ضد المثليين. إنه بغيض وغير متسق تماما مع القيم الشاملة لسكان كانبرا.»

## ملخص
| قانونية النشاط الجنسي المثلي                                                                  | (منذ عام 1976: بين الرجال، كان دوما قانوني بين النساء) |
| المساواة في السن القانوني للنشاط الجنسي                                                       | (منذ عام 1985)                                         |
| قوانين الإقليم لمكافحة التمييز على أساس التوجه الجنسي                                         | (منذ عام 1991)                                         |
| قوانين الولاية لمكافحة التمييز على أساس الهوية الجندرية أو التعبير عنها                       | (منذ عام 1991)                                         |
| قوانين جرائم الكراهية تشمل التوجه الجنسي                                                      | Yes                                                    |
| قوانين جرائم الكراهية تشمل الهوية الجندرية أو التعبير عنها                                    | Yes                                                    |
| قانون مناهضة تشويه السمعة                                                                     | Yes                                                    |
| زواج المثليين                                                                                 | (منذ عام 2017)                                         |
| الاعتراف القانوني بالعلاقات المثلية                                                           | (منذ عام 1994)                                         |
| تبني أحد الشريكين للطفل البيولوجي للشريك الآخر                                                | (منذ عام 2004)                                         |
| التبني المشترك للأزواج المثليين                                                               | (منذ عام 2004)                                         |
| يسمح للمثليين والمثليات ومزدوجي التوجه الجنسي والمتحولين جنسيا بالخدمة علناً في القوات المسلحة | Yes                                                    |
| الحق بتغيير الجنس القانوني دون الحاجة إلى إجراء جراحة إعادة تحديد الجنس                       | (منذ عام 2014)                                         |
| علاج التحويل محظور على القاصرين                                                               | (مقترح)                                                |
| برنامج إلغاء الإدانات التاريخية                                                               | (منذ عام 2015)                                         |
| إلغاء الدفاع عند الذعر من المثليين                                                            | (منذ عام 2014)                                         |
| الحصول على أطفال أنابيب للمثليات                                                              | (منذ عام 2003)                                         |
| الأمومة التلقائية للطفل بعد الولادة                                                           | (منذ عام 2000)                                         |
| تأجير الأرحام التجاري للأزواج المثليين من الذكور                                              | (غير قانوني للأزواج المغايرين كذلك)                    |
| السماح للرجال الذين مارسوا الجنس الشرجي التبرع بالدم                                          | / (بعد فترة تأجيل لمدة عام واحد؛ على عموم أستراليا     |